# Rong tóc tiên
Rong tóc tiên (danh pháp: Vallisneria spiralis) (hoặc Rong tóc mái, Hẹ nước, Rong lá hẹ, Rong mái chèo, Tóc tiên nước, Cỏ băng, Cỏ Lươn) là một loài thực vật có hoa trong họ Hydrocharitaceae. Loài này được L. miêu tả khoa học đầu tiên năm 1753.

## Phân bố
Ở Việt Nam, rong tóc tiên thường được tìm thấy ở miền Nam.

## Sử dụng
Rong được sử dụng để làm thực phẩm cho người. Người dân có thể bóp gỏi, ăn sống, xào, luộc, nấu canh hoặc muối chua. Ngoài ra, rong còn được sử dụng để trang trí bể cá cảnh.
Ở vùng Đồng Tháp Mười và Tứ giác Long Xuyên, hẹ nước là một loại đặc sản được nhiều người ưa chuộng.